# Buchformat

Verschiedene Ausgaben desselben Werkes aus dem 17. Jh. im Format 16°, 12° und 8°

Das Buchformat gibt an, wie viele Blätter ein Buchdrucker aus einem Bogen Papier erstellen kann, dem traditionell die Maße eines römischen Pergamentbogens zugrunde liegen. Einen ungefalteten Bogen bezeichnet man als Atlasformat, Doppel- oder Großfolio. Faltet man einen Bogen ein erstes Mal, so erhält man das Folioformat (2 Blatt), faltet man ihn ein zweites Mal, erhält man das Quartformat (4 Blatt) usw. Die Größe variierte je nach Verfügbarkeit der Häute, die man zu Pergament verarbeitete.

## Früher Buchdruck
Im Buchdruck des 15.–19. Jahrhunderts wurde das Format ebenfalls nach der Zahl der Faltungen des Papierbogens angegeben. Die Größe des Papierbogens schwankte aber regional entsprechend dem jeweiligen Maßsystem. Gebräuchlich waren Bogengrößen zwischen 20 × 30 und 30 × 40 cm. Außerdem variierte die Buchgröße durch das sich aus dem Buchbeschnitt ergebende Maß nach dem Binden des Buchblocks. Das Verhältnis von Höhe zu Breite ist je nach Art der Faltung unterschiedlich. Bei den Formaten 6°, 12° und 24° ist die Breite im Verhältnis zur Höhe schmaler als bei den Formaten 2°, 4°, 8° und 16°.
Den ungefalteten bedruckten Bogen bezeichnete man als Patent.
| Abkürzung | Name          | Blätter | Seiten | Kämmung    | Rückenhöhe   |
| --------- | ------------- | ------- | ------ | ---------- | ------------ |
| 02°       | Folio         | 02      | 04     | waagerecht | ca. 32–35 cm |
| 04°       | Quart         | 04      | 08     | senkrecht  | ca. 23–26 cm |
| 08°       | Oktav         | 08      | 16     | waagerecht | ca. 18–20 cm |
| 12°       | Duodez        | 12      | 24     | senkrecht  | ca. 13–17 cm |
| 16°       | Sedez         | 16      | 32     | senkrecht  |              |
| 18°       | Oktodez       | 18      | 36     |            |              |
| 20°       | Vigesimo      | 20      | [0]40  |            |              |
| 24°       | Vigesimoquart | 24      | 48     | waagerecht |              |

Bei alten Drucken (vor 1800 erschienen) wird empfohlen, zur Größenangabe diese alten Buchformate zu verwenden.
Bei Querformaten wird ein „quer“ vorangestellt: quer 8°, quer 2°. Auffällig vom Standard abweichende Formate können durch Voranstellung von „groß“ und „klein“ gekennzeichnet werden: gr. 2°, kl. 8° usw.

## Formatbestimmung

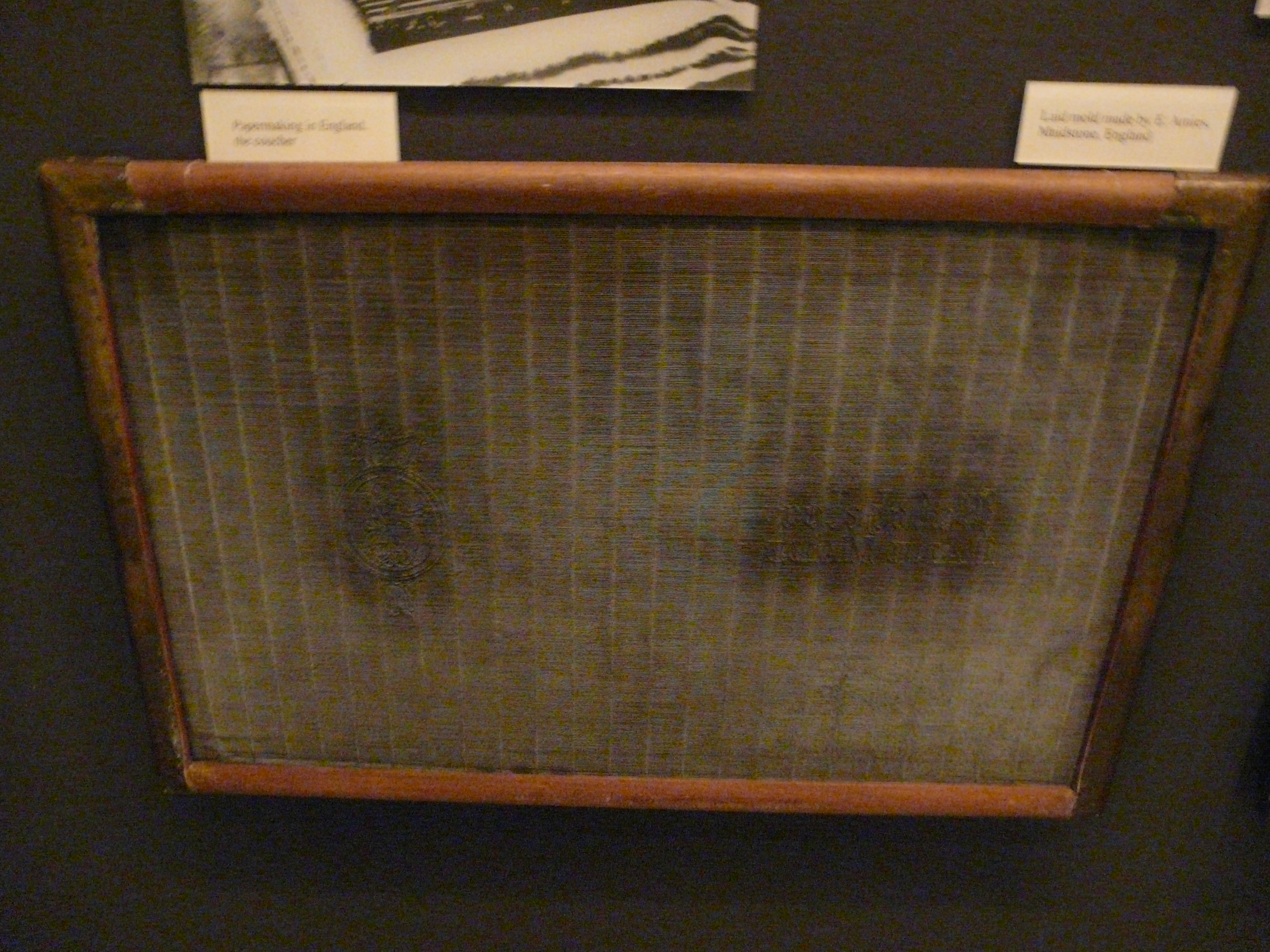
Papierschöpfsieb: Kettdrähte (senkrecht) und Rippdrähte (horizontal), darunter hölzerne Stege, die für die Stabilität des Siebes sorgten.

Eine Bestimmung ist am einfachsten anhand der Lagenzählung möglich, da ein Bogen eine Lage ergibt, die z. B. im Quartformat 8, im Duodezformat 24 Seiten ausmacht (siehe vorstehende Tabelle). Die Lagen wurden mit Buchstaben gekennzeichnet und die einzelnen Blätter der Lagen mit römischen Zahlen, so dass z. B. im Quartformat die Blätter der ersten Lage mit A, A II, A III und A IV bezeichnet sind; meist wurde allerdings nur die erste (vordere) Hälfte der Blätter bezeichnet. Es kann aber auch vorkommen, dass aus einem Bogen zwei Lagen gemacht wurden, so dass beispielsweise ein Duodezband nur sechs Blatt pro Lage enthält statt zwölf.

Waagerechte Kämmung

Zur Formatbestimmung kann auch die Richtung der Papierkämmung herangezogen werden. Die Kämmung gibt die Struktur des Siebes wieder, auf dem das Papier geschöpft wurde. Sie ist besonders bei durchscheinendem Licht sichtbar. Die Stege (das sind die im Abstand von ca. 2,3 cm gespannte Drähte, die rechtwinklig zu den engen Rippen liegen) sind bei 2°, 6°, 12° (meistens) und 16° waagerecht, bei 4°, 8° und 24° senkrecht (bezogen auf Hochformate).

## Normalformate nach den Preußischen Instruktionen
Seit 1883 bemühte man sich in Deutschland, die Bogengrößen zu vereinheitlichen. Es entstanden 12 Normalformate, von denen die Nummer 1 ungebrochen oder in plano 33 × 42 cm maß. Für die bibliographische Beschreibung von Büchern entstanden die Preußischen Instruktionen (PI), die standardisierte Buchgrößen festlegten. Hierbei wurden die alten Bezeichnungen Folio, Quart, Oktav usw. übernommen, jedoch gänzlich anders definiert. Zur Einordnung diente nur die Höhe des Buchrückens ohne Rücksicht auf die Bogenfaltung und Proportion. Hintergrund war die platzsparende Aufstellung von gleich hohen Büchern in den Regalen.
Generell gilt, dass die Formate nach PI erheblich größer sind als nach der traditionellen Definition. So ist ein Oktavband nach PI bis 25 cm hoch und schließt damit Quart-, Oktav-, Duodez- und alle kleineren Formate nach traditionellem Verständnis ein. In anderen Ländern galten andere Regeln.
Durch verschiedene Druck-, Binde- und Zuschnitttechniken variiert die Größe des fertigen Buches. Daher hat die Deutsche Bibliothek in Frankfurt a. M. eine Richtlinie erstellt:
| Abkürzung             | Name                  | Höhe des Buchrückens |
| --------------------- | --------------------- | -------------------- |
| gr. 2°                | Groß-Folio            | über 45 cm           |
| 2°                    | Folio                 | 40–45 cm             |
| gr. 4°                | Groß-Quart            | 35–40 cm             |
| 4°                    | Quart                 | 30–35 cm             |
| Lex. 8°               | Lexikon-Oktav         | 25–30 cm             |
| gr. 8°                | Groß-Oktav            | 22,5–25 cm           |
| 8°                    | Oktav                 | 18,5–22,5 cm         |
| kl. 8°                | Klein-Oktav           | 15–18,5 cm           |
| 16°                   | Sedez                 | 10–15 cm             |
| Angabe in Zentimetern | Angabe in Zentimetern | < 10 cm              |

Ist bei einem Buch die Breite größer als die Höhe, spricht man von Querformaten, z. B. „quer 8°“.

## Regeln seit 1976
Heute verwenden Bibliotheken im deutschsprachigen Raum meist die 1976  geschaffenen Regeln für die alphabetische Katalogisierung (RAK), die auf der International Standard Bibliographic Description (ISBD) basieren. Hiernach wird bei der Katalogisierung die Höhe des Buchrückens in Zentimetern erfasst, ohne dass eine Formatkategorie angegeben wird. Buchhändler und Antiquare geben neben der Höhe häufig auch die Breite eines Buches oder eine Formatkategorie an. Letzteres gilt auch für manche ausländischen Regelwerke.
Vor allem im Buchdruck gibt es wegen der Faltung vorangestellte Vergrößerungs- und nachgestellte Verkleinerungsfaktoren (Englisch nur für englischen Sprachraum):
| Faktor | Name                         | (Englisch)    | Abkürzung | Abkürzung |
| ------ | ---------------------------- | ------------- | --------- | --------- |
| 8      |                              | double quad   |           |           |
| 4      | Quattro                      | quad          |           |           |
| 2      |                              | double        |           |           |
| 1      | Plano                        | plain         |           |           |
| 1/2    | Folio                        | folio         | fo        | f         |
| 1/4    | Quarto                       | quarto        | 4to       | 4°        |
| 1/6    | Sexto                        | sixmo         | 6to/6mo   | 6°        |
| 1/8    | Octavo                       | octavo        | 8vo       | 8°        |
| 1/12   | Duodecimo                    | twelvemo      | 12mo      | 12°       |
| 1/16   | Sextodecimo                  | sixteenmo     | 16mo      | 16°       |
| 1/18   | Octodecimo                   | eighteenmo    | 18mo      | 18°       |
| 1/24   | Vincesimo- / Vigesimo-quarto | twenty-fourmo | 24mo      | 24°       |
| 1/32   | Trigesimo-segundo            | thirty-twomo  | 32mo      | 32°       |
| 1/48   | Quadragesimo-octavo          | forty-eightmo | 48mo      | 48°       |
| 1/64   | Sexagesimo-quarto            | sixty-fourmo  | 64mo      | 64°       |